# Concentricité

Des cercles concentriques.

La concentricité est la propriété des objets qui sont concentriques, c'est-à-dire qui partagent le même centre. En géométrie, on parle par exemple de cercles concentriques pour désigner des cercles qui partagent le même centre sans avoir nécessairement le même diamètre. Comme d'autres exemples on peut citer, les polygones réguliers, les polyèdres réguliers et les sphères.